# Europaparlamentsvalet i Tyskland 1994
Europaparlamentsvalet i Tyskland 1994 ägde rum söndagen den 12 juni 1994. Drygt 60 miljoner personer var röstberättigade i valet om de 99 mandat som Tyskland hade tilldelats innan valet. I valet tillämpade landet ett valsystem med partilistor, Hare-Niemeyers metod och en spärr på 5 procent för småpartier. Tyskland var inte uppdelat i några valkretsar, utan fungerade som en enda valkrets i valet. Däremot var det möjligt för politiska partier att endast ställa upp i en eller några av delstaterna. Till exempel ställde CSU endast upp i delstaten Bayern, där systerpartiet CDU samtidigt avstod från att ställa upp. Valet var det första Europaparlamentsvalet som hölls i det enade Tyskland; därmed också det första Europaparlamentsvalet som hölls i det tidigare Östtyskland. Detta innebar en kraftig ökning i både valmanskåren och i antalet tilldelade mandat jämfört med valet 1989.
Eftersom det totala antalet mandat ökade med 21 jämfört med valet 1989, erhöll de flesta partier fler mandat än i det föregående valet. Räknat i andel röster var CDU valets vinnare, och blev nästan lika stora som Socialdemokraterna. Socialdemokraterna tappade fem procentenheter av sitt väljarstöd, men vann ändå tio mandat mer än i valet 1989. Allians 90/De gröna ökade med någon procentenhet, vilket gav totalt tolv mandat. Liberala FDP och det socialkonservativa och nationalistiska Republikanerna förlorade samtliga av sina mandat eftersom inget av partierna klarade av att passera femprocentsspärren. Inte heller vänsterpartiet Partei des Demokratischen Sozialismus lyckades erhålla mandat.
Valdeltagandet uppgick till 60,02 procent, en minskning med drygt två procentenheter jämfört med valet 1989. Det var dock något över genomsnittet för hela unionen. Valdeltagandet kan jämföras med det tyska federala riksdagsvalet som hölls senare under 1994, då valdeltagandet uppgick till nästan 80 procent.

## Valresultat
|                                                                                                 |         |  |            |        |
|                                                                                                 | Andel   |  | Antal      | Mandat |
| Socialdemokraterna                                                                              | 32,16 % |  | 11 389 697 | 40     |
| Socialdemokraterna                                                                              | –5,16 % |  | +863 969   | +10    |
| CDU                                                                                             | 32,04 % |  | 11 346 073 | 39     |
| CDU                                                                                             | +2,50 % |  | +3 013 227 | +15    |
| Allians 90/De gröna                                                                             | 10,06 % |  | 3 563 268  | 12     |
| Allians 90/De gröna                                                                             | +1,61 % |  | +1 181 166 | +5     |
| CSU                                                                                             | 6,76 %  |  | 2 393 374  | 8      |
| CSU                                                                                             | –1,49 % |  | +67 097    | +1     |
| FDP                                                                                             | 4,07 %  |  | 1 442 857  | 0      |
| FDP                                                                                             | –1,52 % |  | –133 858   | –4     |
| Republikanerna                                                                                  | 3,92 %  |  | 1 387 070  | 0      |
| Republikanerna                                                                                  | –3,20 % |  | –621 559   | –6     |
| Övriga partier och kandidater                                                                   | 10,98 % |  | 3 889 075  | 0      |
| Övriga partier och kandidater                                                                   | +7,24 % |  | +2 834 682 | ±0     |
| Ogiltiga och blanka röster                                                                      | 2,44 %  |  | 884 115    | 0      |
| Ogiltiga och blanka röster                                                                      | +1,38 % |  | +582 207   | ±0     |
| Valdeltagande                                                                                   | 60,02 % |  | 36 295 529 | 99     |
| Valdeltagande                                                                                   | –2,26 % |  | +7 786 931 | +21    |
| Antal röstberättigade 60 473 927 40 PES 47 EPP 00 EDA/FE 00 ELDR 00 EUL 12 G 00 ERA 00 EN 00 NI |         |  |            |        |